# 仙劍奇俠傳四
《仙剑奇侠传四》是仙剑奇侠传系列的第五部作品，由臺灣大宇資訊公司於上海成立的子公司上海软星制作的角色扮演遊戲，于2007年8月1日在亞洲地区推出，本作的主题为“寻仙”。
2022年上半年，上海软星启动了《仙剑奇侠传四：重制版》的研发工作。

## 玩法

《仙剑奇侠传四》主菜单界面

《仙剑奇侠传四》結局只有一個，不像前作依好感度來判定結局。战斗使用半回合制战斗系统，并加入了战斗评分系统。五靈仙術可自由學習。

## 剧情
本作的剧情不再以历代的蜀山为背景，使用了全新的崑崙山琼华派为背景。於青鸞峰上生活的雲天河在捕獵野豬時，撞見一名少女韓菱紗正準備闖入父母墓室。兩人誤打誤撞前往墓室之際，雲天河身上的望舒劍突然發生異樣。雲天河將望舒一揮，頓時破壞整個墓室。其後雲天河為得昔父母往事而隨菱纱下山，機緣巧合下分別結識了壽陽柳家令千金柳梦璃和昆仑瓊華派弟子慕容紫英並結為好友。在上天入地的求仙之旅中，雲天河漸漸知曉了一件陳年舊事，並由此引出了重重疑雲。
自己的父母為何隱居青鸞峰？父母的墓室中為何會有一層堅冰？父親似乎是一位用劍高手，卻為何從不向自己傳授高深的武學？琼华派為修仙不惜一切代價，其背後到底隱藏著怎樣的秘密？隨著那掩埋在歲月風沙之下的沉重往事日漸清晰，重重謎團終將完全解開，而迷途的終點，卻又是另一場驚人的災難與情劫……

### 主要角色
角色的名字由來部分來自礦石。
云天河（配音：常進）
男主角。自幼孤身一人在黃山青鸞峰長大，對外界事物一無所知。一次偶然的機會闖入父親的墓室與尋找寶藏的韓菱紗相遇。為了更多的瞭解父親的過去和成為劍仙，與韓菱紗一同拜入瓊華派成為弟子。下山后虽经历种种，但从未改变过「我命由我不由天」的想法。善於射「劍」，習慣將望舒劍架在弓上射出。
名字来源于天河石。
韩菱纱（配音：劉校妤）
女主角。生於盜墓家族，因此擅長破解墓穴機關，也懂得風水堪輿之術，自稱是「獨行千里的大盜」。由於韓家歷代騷擾死者，觸怒鬼界，因此韓氏一族壽命都不過二三十歲。為了尋找長生之法而獨自闖蕩江湖。在黃山青巒峰邂逅雲天河，兩人在尋仙的過程中，也捲入了瓊華派十九年的恩怨糾葛。望舒劍第二任宿主。生父生母不詳。
名字來源於辰砂。
柳梦璃（配音：白雪岑）
女主角。個性聰慧敏銳，是壽陽城縣令家的小姐，真實身份是幻暝界食夢貘妖王嬋幽之女。十九年前瓊華派與妖界大戰時受了重傷，被雲天青救下後，送至壽陽城縣令柳世封扶養。後與雲天河、韓菱紗在柳府相遇，自此踏上尋仙以及了解自己真實身分的旅程。
名字来源于琉璃。
慕容紫英（配音：王凱）
男主角。為燕國王族後裔，因自小體弱多病，父母為保他健康平安，幼年時就將他送到山上修行。入門早，天資聰穎，修為較深。外表冷漠，似乎不太容易相處，實則是個重情重義的好男兒。鑄劍技術超群，十分看重對劍的保養與敬意。
名字来源于紫水晶。
夙瑶（配音：鄧小鷗）
瓊華派第二十五任掌門。本身資質平平，臨危受命成為了掌門。多年来都想要做出一番功业向诸位长老证明自己。夙瑶妒贤嫉能，心胸狭窄，十九年前曾联合青陽、重光与宗炼长老合力冰封玄霄於瓊華派後山。为了使瓊華派飛升不顾一切，险些犯下大错，後來因九天玄女一句「欲求仙道，先修人道」醒悟，最終得以先囚禁於東海漩渦五百年，再度入輪迴。
名字来源于美玉。
玄霄（配音：趙毅）
瓊華派弟子，天河的父母親天青、夙玉的师兄，羲和剑的宿主。天赋异禀，资质极佳，是萬中無一的修仙奇才。因被冰封而容顏不老。十九年前和夙玉用双剑束缚幻瞑界吸取其靈力并引发瓊華派与妖界大戰，後來因夙玉離開瓊華派，修炼雙劍被迫中断，導致玄霄邪火入侵而走火入魔，打伤数名师兄弟。被夙瑶联合青陽、重光与宗炼长老合力冰封於瓊華派後山禁地。十九年後與雲天河在禁地相遇並结拜。經雲天河、韓菱紗、柳夢璃、慕容紫英等人的幫助下，得以用三大寒器光纪寒图、鲲鳞、梭罗果破冰而出。但玄霄破冰之后性格大变，为報十九年前的仇恨不擇手段，出手傷了青陽長老，更打死了重光長老。希望成魔後以得到对抗神界的力量。對雲天河保有舊情，處處留守。最終被打入東海漩渦囚禁，永世不得輪迴。在《仙剑奇侠传七》中被火灵兽提及，依旧被囚禁在東海最深处，虽然保有一丝清醒，但永世不得解脱。
名字来源于硝石。

## 开发与发行
游戏使用RenderWare引擎制作，游戏中的人物形象相对于建筑首次使用真人比例。
上海软星曾计划继续制作《仙剑奇侠传四外传》，但因游戏上市后公司成员全体跳槽，上海软星解散，所以外传至此化为泡影。

### 全程语音版
在2012年，由百游汇通和北京软星携手举办的“仙剑十七周年庆典”系列活动中，包含了一个“仙剑配音补完计划”，第一作便为本作。2012年6月26日，大宇资讯在没有任何事前预告的情况下在台湾和香港上市该配音版本。数日后，百游汇通也公布消息，宣布仙剑四语音版将于7月13日率先推出数字版，实体版已于8月8日上市。
配音团队和先前为《仙剑奇侠传五》配音的团队幾乎一樣，但也加入了不少新的配音员。
本作的全程语音的发行方式与在此之前发行的《仙剑奇侠传五》不同，无法通过安装配音补丁的形式从早期版本升级，只能购买完整的配音版实体产品或啟動码。
2016年7月23日，新游时代宣布本作语音版已登陆旗下袋鼠游戏平台。游戏内容与百游版完全一致，惟游戏啟動和运行必须通过袋鼠游戏平台来完成。
2017年8月，此版本与《仙剑奇侠传五》一同上架到Steam平台。原定于8月28日解锁开售的本作，因Steam对通过Steam Direct上架游戏的相关要求而延后一周至9月5日解锁开售。

### 重制版
2023年，《仙剑奇侠传四》重制版立项，由方块游戏投资制作发行，UP Software（上海创升极趣网络科技有限公司）负责开发，张孝全担任制作人，采用虚幻引擎5对游戏进行完全重制。

## 评价

### 销售
上市後三周創下銷售近三十萬套的破紀錄佳績。

### 获奖纪录
- 2007年大众软件年度评选 最佳单机版游戏
- 2008年电脑商情报年度评选 最受玩家欢迎的单机版游戏
- 2008年GAME STAR遊戲之星 國內自製最佳单机遊戲金獎